# Брахтендорф
Брахтендорф (нім. Brachtendorf) — громада в Німеччині, розташована в землі Рейнланд-Пфальц. Входить до складу району Кохем-Целль. Складова частина об'єднання громад Кайзерзеш.
Площа — 2,45 км2. Населення становить 241 ос. (станом на 31 грудня 2020).

## Галерея

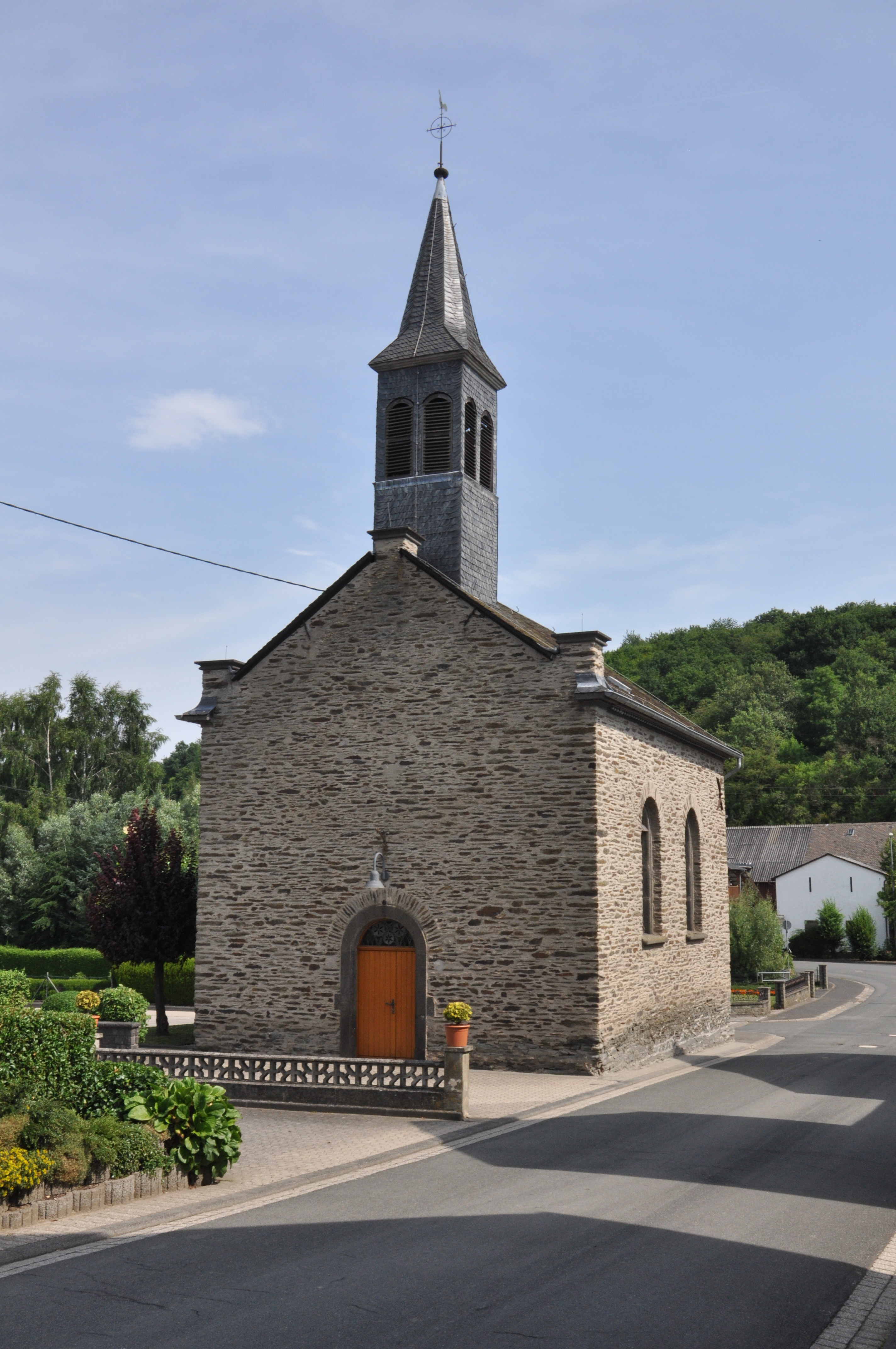